# Насва (Псковская область)
Насва — деревня в Новосокольническом районе Псковской области России. Административный центр Насвинской волости.

## География
Расположена в 28 км к северу от города Новосокольники, на реке Смердель. В деревне берёт свои истоки река («восточная») Насва —  приток реки Ловать — (не путать с «западной» Насвой, впадающей в Смердель много западнее от деревни).
Через Насву проходит железная дорога Санкт-Петербург — Невель — Киев. Раньше в деревне существовала одноимённая железнодорожная станция, ныне упразднённая до остановочного пункта.

## Население
| 2001 | 2002 | 2010 |
| ---- | ---- | ---- |
| 820  | ↘613 | ↘451 |

Численность населения деревни по оценке на начало 2001 года составляла 820 жителей.